# 1621 Druzhba
1621 Druzhba este un asteroid din centura principală, descoperit pe 1 octombrie 1926, de Serghei Beliavski.